# 歌川芳丸 (2代目)
二代目 歌川芳丸（にだいめ うたがわ よしまる、弘化元年1月5日〈1844年2月22日〉 ‐ 明治40年〈1907年〉5月19日）とは、江戸時代末期から明治時代にかけての浮世絵師。

## 来歴
歌川国芳及び三代目鳥居清満の門人。本姓は伊東、名は鶴吉。歌川の画姓を称し一円斎と号す。日本橋田所町の呉服商丸大で上絵を描いていた玉屋新七の長男。15歳の時、国芳の門に入り主に風景画を学び、国芳の没後は三代目清満の門人となって鳥居派の画法も学んだ。作画期は文久から明治20年代にかけてで武者絵や役者絵、看板絵を得意として描く。享年64。墓所は江戸川区平井の妙光寺、法名は鶴寿院道仙信士。

## 作品
- 「新板虫尽」　大判錦絵　ゴッホ美術館所蔵　※明治16年（1883年）9月